# Achnophora tatei
Achnophora es un género monotípico de plantas herbáceas, perteneciente a la familia Asteraceae. Su única especie: Achnophora tatei F.Muell.,  es originaria de Australia. Se trata de un endemismo que únicamente se encuentra en la Isla Canguro, en el estado de Australia Meridional.

## Taxonomía
El género fue descrito por el botánico, geógrafo y físico alemán, Ferdinand von Mueller y publicado en Transactions, proceedings and report, Royal Society of South Australia 6: 32, en el año 1883.
Etimología
Achnophora deriva del griego akhne, paja; y phoros, que contiene: en alusión a las escalas visibles del vilano y receptáculo.